# Вила дел Пјано-Ка' Бартолино (Пезаро и Урбино)
Вила дел Пјано-Ка' Бартолино је насеље у Италији у округу Пезаро и Урбино, региону Марке.
Према процени из 2011. у насељу је живело 56 становника. Насеље се налази на надморској висини од 450 м.